# Săcele
Săcele (deutsch Siebendörfer, ungarisch Négyfalu und früher Szecseleváros) ist eine Stadt in Rumänien im Kreis Brașov, der zur Region Siebenbürgen gehört. Ihr Zentrum befindet sich rund 15 Kilometer südöstlich der Stadtmitte von Brașov, der westliche Ortsteil Baciu ist mit den Außenbezirken der Großstadt zusammengewachsen. Gemessen an der Fläche ist Săcele die drittgrößte Stadt in Rumänien.

## Stadtbild

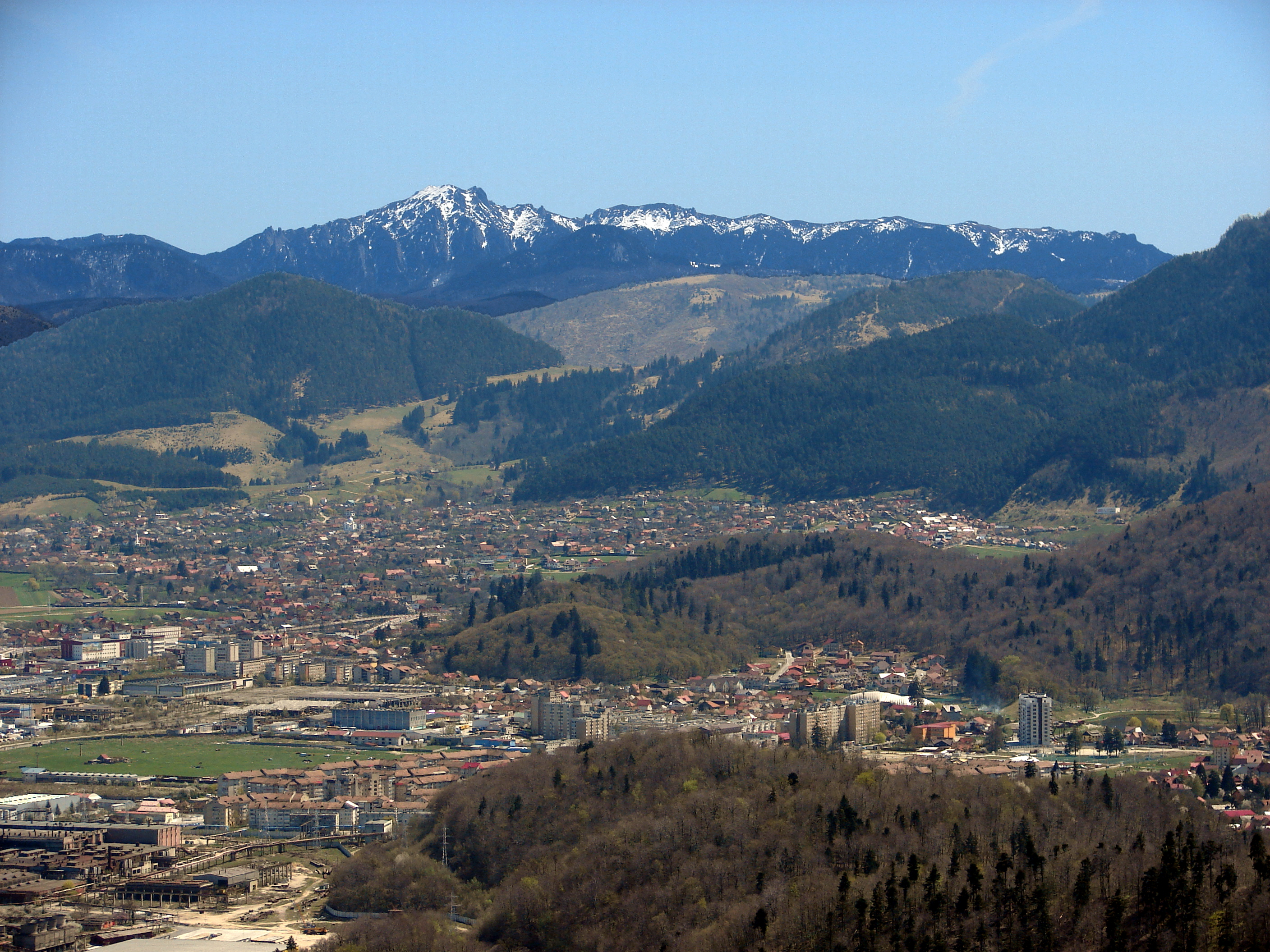
Blick auf Săcele

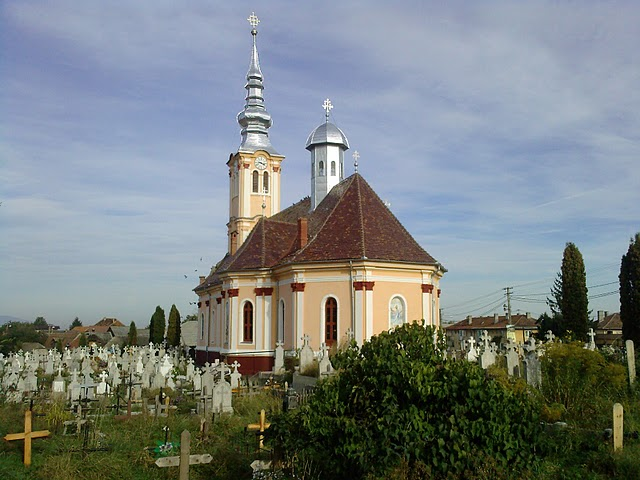
Kirche der Entschlafung Mariens (Biserica Sfânta Adormire a Maicii Domnului) im Stadtteil Satulung

Der deutsche Ortsname Siebendörfer hat seinen Ursprung in sieben Ortschaften, die wahrscheinlich zur Grenzsicherung angelegt wurden. Diese sieben Ortschaften haben folgende rumänische, ungarische und deutsche Namen: Baciu/Bácsfalu/Batschendorf, Turcheș/Türkös/Türkeschdorf, Cernatu/Csernátfalu/Zernendorf, Satulung/Hosszúfalu/Langendorf, Tărlungeni/Tatrang/Tatrang, Purcăreni/Pürkerec/Pürkeretz und Zizin/Zajzon/Zuisendorf.
Im Jahr 1950 erfolgte der administrative Zusammenschluss von Baciu, Turcheș, Cernatu und Satulung zur Stadt Săcele (der ungarische Name der Stadt Négyfalu bedeutet „vier Dörfer“). Die anderen drei der sieben Dörfer bilden heute die Gemeinde Tărlungeni.
Seit 2013 konnte sich der Stadtrat bis heute 2015 zu einer Darstellung eines Wappens für die Stadt nicht entscheiden.

## Bevölkerung
1850 lebten auf dem Gebiet der heutigen Stadt 17.212 Personen, von denen sich 9985 als Rumänen, 6340 als Ungarn und 872 als Roma bezeichneten. Bei der Volkszählung 2002 wurden 29.915 Einwohner registriert, davon 21.364 Rumänen, 7164 Ungarn und 1291 Roma und 75 Deutsche.

## Sport
Im Ort befindet sich mit der Schanzenanlage Trambuline ein ehemaliges Trainingszentrum für Nachwuchsspringer des rumänischen Nationalkaders. Nachdem 2006 Teile der Anlage gestohlen worden, verfällt diese zunehmend.

## Städtepartnerschaften
Săcele pflegt Partnerschaften mit der französischen Gemeinde Vire, der ungarischen Stadt Kisújszállás und der moldawischen Stadt Edineț.

## Persönlichkeiten
- Johann Michael Hoffinger (1723–1756), Pestarzt, der während der Pestepidemie 1755–1756 die Einwohner von Săcele behandelte, Mitglied der Gelehrtengesellschaft „Leopoldina“
- Alexandru Lapedatu (1876–1950), Politiker und Historiker
- Ion Lapedatu (1876–1951), Politiker
- Iosif Boroș (* 1959), Handballspieler
- Csaba Magdo (* 1977), Nordischer Kombinierer und Skispringer
- Andrei Feldorean (* 2000), Skispringer
- Andreea Diana Trâmbițaș (* 2000), Skispringerin